# Europese weg 41
De Europese weg 41 of E41 loopt van Dortmund in Duitsland naar Altdorf in Zwitserland en is in totaal 788 km lang.

## Plaatsen langs de E41
Duitsland
- Dortmund
- Schwerte
- Hagen
- Lüdenscheid
- Meinerzhagen
- Siegen
- Wetzlar
- Gießen
- Erlensee
- Aschaffenburg
- Würzburg
- Stuttgart
- Sindelfingen
- Villingen-Schwenningen
- Singen

Zwitserland
- Schaffhausen
- Winterthur
- Wallisellen
- Zürich
- Altdorf